# Robert E. Gilka
Robert E. Gilka (12 de julio de 1916 - 25 de junio de 2013) fue un fotoperiodista estadounidense conocido por ser editor y director de fotografía de National Geographic durante 27 años.

## Biografía
Robert Gilka nació en 1916 cerca de Milwaukee, Wisconsin. Gilka se graduó de la Universidad de Marquette en 1939 con un título en periodismo. Al graduarse, publicó 4 páginas tamaño tabloide describiendo su trabajo llamado The Gilka Graphic, una crónica de sus experiencia y calificaciones, que envió a varios cientos de editores de todo el país. El mercado de trabajo se encontraba todavía en depresión y fue contratado por el periódico Signal de Zanesville de Ohio como relator general, editor de deportes y fotógrafo. En Signal conoció a Janet Andrews Bailey, una reportera de la Signal y se casó con ella en 1941. Sus cuatro hijos son Greer, Jena, Geoffrey y Gregory. Janet murió en 2004. Gilka murió a la edad de 96 en el hospicio de Arlington, Virginia el 25 de junio de 2013, después de su tercer ataque de neumonía ese año.

## Carrera
La II Guerra Mundial interrumpió la carrera de Gilka en Zanesville. Se ofreció como voluntario para el Signal Corps, en donde esperaba ser fotógrafo. En cambio el ejército lo hizo técnico en rayos X para el cuerpo médico. Sirvió en el Pacífico y teatros europeos pasando de soldado a capitán.
Tras el fin de la guerra en 1945, Gilka tuvo una oferta de trabajo como jefe de redacción en Zanesville, pero lo rechazó para volver a su ciudad natal y trabajó como editora y periodista deportivo para el Milwaukee Journal. Su constante interés por la fotografía lo llevó a la mesa de dibujo de la que se hizo cargo en 1952.
Gilka fue invitado a formar parte del staff de la revista National Geographic en 1958 y después de una temporada como editor de imágenes fue nombrado director de fotografía en 1963. En ese cargo fue responsable de hacer las asignaciones fotográficas para todos los libros y revistas de la Sociedad. Fue el pionero de un programa de pasantías de verano para estudiantes universitarios que buscaban una carrera en el fotoperiodismo. Las puntuaciones pasaron por el programa. Algunos se convirtieron en miembros del personal, mientras que otros están en el personal de varios periódicos repartidos por todo el país. También nutrió y contrató a fotógrafos que conoció como miembro del taller de la facultad de fotoperiodismo de la Universidad de Misuri desde hace casi 50 años. Durante 17 años estuvo a cargo del concurso anual de fotografía periodística Hearst.

## Gilka's Gorillas
Las palabras de aliento de Bob Gilka fueron las responsables del desarrollo de decenas de finos fotógrafos. Durante sus años en Nat Geo, llegaron a ser conocidos como Gilka’s Gorillas - probablemente el resultado de Jane Goodall, nombrando a uno de sus chimpancés de investigación (Gilka) después de él.